# Qlas & Blacka
Qlas & Blacka is een Nederlands rapduo dat muziek uitbrengt in het genre drillrap. Ze zijn onder andere bekend van de nummer 1-hit Scooter.

## Carrière
Het duo bracht eind december 2018 hun eerste single uit onder de naam Mijn Jongenz. In oktober 2019 behaalde zij voor het eerst de hitlijsten met de single Shooter, deze behaalde de 95e plek in de Nederlandse Single Top 100. In het voorjaar van 2020 werkte het duo mee aan de soundtrack van de Videoland-serie Mocro Maffia. In maart 2020 brachten ze het duo debuutalbum Project 24 - Volume 1 uit, deze behaalde de 1e plek in de Nederlandse Album Top 100 en de 51e plek in de Vlaamse Ultratop 200 Albums.
In juli 2020 bracht het duo het nummer Dom Pérignon uit in samenwerking met Henkie T, Murda en Jonna Fraser. Het nummer behaalde de 13e plek in de Nederlandse Single Top 100 en won in september 2020 de FunX Music Award voor beste samenwerking. Dit jaar bracht het duo meerdere nummers uit en werkte onder meer samen met artiesten zoals Ronnie Flex, Josylvio en Boef. Teven was het duo in 2020 te zien in het online muziekprogramma 101Barz waar ze een live studiosessie gaven.

## Opspraak
In februari 2020 werd Blacka aangehouden door de politie op verdenking van verboden wapenbezit, de politie hield hem aan nadat hij met een wapen in een videoclip te zien was. Diezelfde dag werd Blacka vrijgelaten toen het bleek dat het een onklaar gemaakt wapen van een rekwisietenbedrijf was, hij werd echter wel vervolgd voor het niet hebben van een vergunning voor gebruik van de wapens in de clip.

### Dodelijke steekpartij
In augustus 2020 werd Blacka aangehouden in het onderzoek naar een dodelijke steekpartij op de Pier in Scheveningen, na een uit de hand gelopen ruzie tussen twee drillrap-groepen. Blacka werd verdacht van opruiing en openlijke geweldpleging. Blacka mocht zijn proces vanaf 1 oktober 2020 afwachten in vrijheid. Zijn vrienden Roan W. en Darrel L. werden in november 2021 veroordeeld tot elf jaar cel voor de fatale steekpartij op de Pier in Scheveningen. In november 2022 werd Blacka veroordeeld tot 3 jaar cel voor de betrokkenheid bij de dodelijke steekpartij. Het vonnis: "De verdachte was voorbereid op geweld, blijkt ook uit het feit dat hij een vuurwapen naar de Pier heeft meegenomen en dat ook zijn vrienden beiden bewapend waren, met de messen die het slachtoffer uiteindelijk dodelijk zouden verwonden"
In januari 2021 raakte Qlas & Blacka beiden in opspraak toen de politie binnen viel tijdens een videoclip-opnamen van hun met Famke Louise tijdens de coronapandemie, er werden 66 coronaboetes uitgedeeld.